# Yahima Torres
Yahima Torres est une actrice française née à La Havane à Cuba le 14 juin 1980.

## Biographie
Yahima Torres s'installe en France en 2003, avant de rencontrer Abdellatif Kechiche en 2005 qui lui propose le rôle de Saartjie Baartman dans le film Vénus noire. Ce rôle lui vaut une nomination en 2011 pour le César du meilleur espoir féminin. Yahima Torres n’a pas reçu de propositions de rôle depuis son incarnation de la Vénus noire.

## Filmographie
- 2010 : Vénus noire de Abdellatif Kechiche : Saartjie 'Sarah' Baartman